# Quận Vermillion, Indiana
Quận Vermillion là một quận thuộc tiểu bang Indiana, Hoa Kỳ.
Quận này được đặt tên theo. Theo điều tra dân số của Cục điều tra dân số Hoa Kỳ năm 2010, quận có dân số 16.212 người. Quận lỵ đóng ở Newport.

## Địa lý
Theo Cục điều tra dân số Hoa Kỳ, quận có diện tích 673,2 km2, trong đó có 7,9 km2 là diện tích mặt nước.